# 徐倫、GUCCIで飛ぶ
『徐倫、GUCCIで飛ぶ』（じょりーん、グッチでとぶ Jolyne,Fly High with GUCCI）は、集英社のファッション雑誌『SPUR』2013年2月号（2012年12月22日発売）の別冊付録に掲載された荒木飛呂彦による日本の短編漫画作品。単行本未収録。

## 概要
『SPUR』2012年2月号の付録である小冊子に掲載されたフルカラー24ページの短編作品。グッチとのコラボレーションが行われるのは『岸辺露伴 グッチへ行く』以来2度目である。
表題のとおり、物語は『ジョジョの奇妙な冒険』Part6の主人公、空条徐倫を中心に展開し、このほかPart5の登場人物であるブローノ・ブチャラティやレオーネ・アバッキオも登場する。荒木によるスピンオフ作品にPart4以外のキャラクターが登場するのはこれが初である。
前作『岸辺露伴 グッチへ行く』と同様に登場人物は全てグッチの服を身に着けており、今作では衣装のデザインに「GUCCI 2013年クルーズコレクション」の新作が使用されている。また、『SPUR』2月号は徐倫に扮したオランダのカバーモデル、スヴェア・クロースターホフが表紙を飾り、表紙のスティッキー・フィンガーズのジッパーを模したシールを剥がすと、荒木の描いた大判イラストが現れるという仕込みが存在する。

## あらすじ
17歳の女子高生空条徐倫は、母の死後自分用に仕立て直された母の服を身に着け、親戚のいる日本へと向かっていた。しかし空港で政府関係者を名乗る男たちに身柄を拘束され、この空港で逃げ出したある生物について質問される。徐倫は男たちの行動に反発するが、監視カメラの映像によって自分がかくまっている事を突き止められてしまう。徐倫は涙ながらにその生物、ユニコーンをかばおうとするが、その事で逮捕されそうになるとスカーフの模様に隠れていたユニコーンが自ら姿を現した。その不思議な現象を彼女は母の洋服が見せた夢だと認識し、「そしてわたしの心の中に伝わる…新しい希望…」「この夢は…メッセージ――そして『力（エネルギー）』」という言葉で物語を締めくくっている。

## 登場人物
徐倫、ブチャラティ、アバッキオは本編とはキャラクターの設定などが大きく異なっている。
空条 徐倫（くうじょう ジョリーン）
Part6の主人公で、17歳の女子高生。母の死から10日後、遠い親戚の家がある東京に向かうべく空港を訪れるが、そこで奇妙な事件に巻き込まれる。
ブローノ・ブチャラティ、レオーネ・アバッキオ
政府関係者を名乗る2人組の男。空港で逃げ出したユニコーンを追い、徐倫から情報を聞き出そうとする。Part5では両者ともギャングでスタンド使いという設定だが、本作ではスタンドは使用しない。だが、『SPUR』2月号表紙にてブチャラティのスタンドであるスティッキィ・フィンガーズのジッパーを模したシールが用いられている。
団長
ユニコーンの元の飼い主と思しき男。ブチャラティ、アバッキオと共に逃げたユニコーンを探していたが、ユニコーンに怪我をさせていた事が判明し、ブチャラティにその件を咎められていた。
Part5の登場人物、ポルポに容姿が似ているが、本作では民間人という設定で、二人より立場が低いようである。
ユニコーン
空港の税関を通過する際に逃げ出した、管理に政府が動くほどの非常に貴重な生物。外観は伝承と同じく角の生えた馬だが、体色は青く目が黄色で、仔馬ほどの大きさしかなく、プラスチックの人形のような質感をしている。
徐倫に出会ってそのスカーフにかくまわれるが、徐倫がブチャラティに逮捕されそうになると巨大な白馬の姿で姿を現した。